# Toro mata
«Toro mata» es una obra musical desarrollada inicialmente por los esclavos africanos en el valle de Cañete en el Perú. Una de las recopilaciones más famosas de toro mata fue realizada por Caitro Soto. Es una canción influenciada por estilos musicales afroperuanos (fue popularizado como un tema del género landó), y con el pasar de los años, se ha hecho conocida por muchos como el himno de la cultura negra en el Perú.

## Historia
La tradición española de la corrida de toros, fue uno de los espectáculos más populares que se desarrollaron en la época virreinal, y llegarían a ser parte integral de la cultura y folklore afroperuano. Una muestra de la popularidad de esta actividad es el género musical conocido como toro mata, género popular por lo menos tanto en la ciudad de Lima, como en los valles de Cañete y Chincha (según William David Tompkins).
En la década de 1930, Rosa Mercedes Ayarza Morales, recopila y edita una versión de Toro mata. En 1964, Nicomedes Santa Cruz graba la canción "Ahí viene mi caporal" con extractos de toro matas antiguos, cuya letra dice «La color no le permite compadre, hacerle el quite...». La grabación formó parte del álbum Cumanana, y en cuyo libro adjunto se publica un toro mata fechado en 1912 cuya letra dice: «Toro mata ay, toro mata, toro mata rumbambero ay toro mata...».
A inicios de los años 1970, Perú Negro escenifica la versión del toro mata que se hizo popular hasta la actualidad, que fuera recopilada por Caitro Soto de fragmentos de un toro mata tradicional de San Luis de Cañete. Esta versión incluye una sección de fuga, que para William Tompkins fuera extraído de un viejo festejo de Cañete: "Lima 'ta hablar y Cañete 'ta pondé", según la versión de Ernesta Laguna Indalecio, pobladora de San Luis de Cañete. Esta versión fue publicada en el disco de 1973 Gran Premio del Festival Hispanoamericano de la Danza y la Canción., y en el álbum de 1982 Cada Canción con su Razón de Chabuca Granda. La primera intérprete que grabó la versión de Caitro Soto fue Cecilia Barraza. También ha sido interpretado por varios músicos peruanos como Susana Baca, Perú Negro, Eva Ayllón y Lucila Campos. Hay diversas versiones de Toro mata en Perú, con diferencias leves en contenido. La canción se hizo popular luego de ser grabada por la Asociación Cultural Perú Negro a comienzos de la década de 1970, y luego se volvería famosa fuera del Perú al ser interpretada en ritmo de salsa por la cubana Celia Cruz.
Posteriormente, entre 1975 y 1976, el musicólogo William Tompkins recopiló Toro matas en Lima, San Luis de Cañete, San Vicente de Cañete y El Carmen (Chincha).